# Bring Me the Horizon
Bring Me the Horizon, parfois abrégé BMTH, est un groupe de metal britannique, originaire de Sheffield, dans le Yorkshire. Bring Me the Horizon est devenu au fil des années une figure emblématique de la scène post-hardcore et rock en général.

## Biographie

### Débuts (2004–2006)
Bring Me the Horizon est formé en 2004 par des musiciens venant de diverses formations de la scène locale. Leur nom de groupe serait basé sur une réplique du film Pirates des Caraïbes, où le capitaine Jack Sparrow dit « Maintenant... apportez moi cet horizon » (en anglais : Now... bring me that horizon). Ils auraient ensuite changé le  that en the ; Bring Me the Horizon devient alors le nom officiel du groupe.
Des mois après sa formation, le groupe enregistre une démo indépendante intitulée Bedroom Sessions. Ils enregistrent ensuite leur première démo-EP This Is What the Edge of Your Seat Was Made For, publiée en octobre 2004. Elle est enregistrée à Nottingham pendant deux weekends ; ils s'occupent des morceaux de basse et de batterie le premier weekend, et de la guitare et du chant le deuxième weekend.
Après la sortie de l'EP, le groupe attire l'intérêt du label britannique Thirty Days of Night Records, qui les signe pour quatre albums, et réédite leur EP en janvier 2005. Bring Me the Horizon devient la première signature du label. La réédition les aide à se populariser, et atteint la 41e place des classements britanniques. Le groupe est récompensé dans la catégorie de meilleur nouveau groupe à la cérémonie des Kerrang! Awards. La première tournée du groupe s'effectue en compagnie de The Red Chord au Royaume-Uni.

### Count Your Blessings(2006–2007)

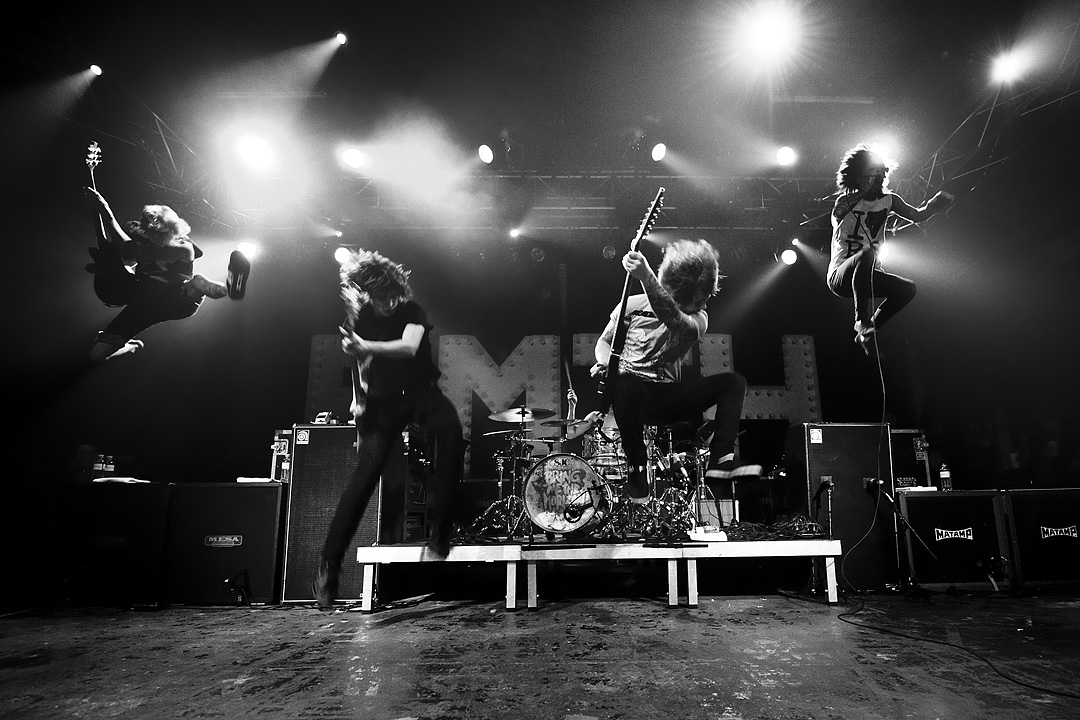
Bring Me the Horizon à Vienne.

Leur premier album, Count Your Blessings, sort à la fin de 2006 au Royaume-Uni, et en août 2007 aux États-Unis. Le groupe loue une maison de campagne afin de se concentrer pleinement sur l'écriture. Ils enregistrent l'album à Birmingham, un projet entaché par leurs beuveries dangereuses et excessives. À cette période, le batteur Nicholls explique : « On était des jeunes de 18 ans, on sortait tous les soirs. » En soutien à Count Your Blessings, ils effectuent une tournée locale en tête d'affiche en novembre. Cette tournée est suivie par une autre avec Lostprophets et The Blackout entre novembre et décembre 2006.
En janvier 2007, Bring Me the Horizon réussit à jouer hors du Royaume-Uni, en remplaçant Bury Your Dead à la tournée européenne de Killswitch Engage. Bury Your Dead était forcé d'annuler sa performance après le départ de son batteur, Mat Bruso.

### Suicide Season(2008–2009)
Le deuxième album de Bring Me the Horizon, Suicide Season, sort le 29 septembre 2008. Il est enregistré entre avril et mai 2008 en Suède, avec Fredrik Nordstrom, qui a notamment travaillé avec At the Gates, Arch Enemy, I Killed the Prom Queen, et Dimmu Borgir. En mai et juin 2008, après l’enregistrement de leur deuxième album, ils retournent en Australie et apparaissent lors de la dernière tournée de I Killed the Prom Queen. Le groupe ouvre la scène principale le dimanche du festival de Reading 2008, qu’ils décrivent[Quand ?] sur leur MySpace comme leur plus grand concert[réf. souhaitée]. Ils donnent un concert le 2 octobre au Trabendo, à Paris. Durant le mois d’octobre 2008, ils se sont embarqués dans une tournée européenne avec The Red Shore, Deez Nuts et Ignominious Incarceration, suivie par une tournée aux États-Unis avec Misery Signals, The Ghost Inside et Johnny Truant. Ils ont également joué lors du Warped Tour 2008 aux États-Unis.
Le 19 mars 2009, le groupe annonce sur leur MySpace officiel que Curtis Ward, leur guitariste depuis 5 ans quittait le groupe pour son bien car il ne supportait plus le rythme des tournées, être trop souvent éloigné de sa famille et surtout qu’il ne s’éclatait plus autant que les quatre autres. Il est remplacé temporairement par Dean Rowbotham de The Mirimar Disaster, notamment le 17 avril 2009 au festival Groezrock. Le 9 juillet 2009, le groupe voit l’arrivée d’un nouveau guitariste permanent, Jona Weinhofen (en), l’ex-guitariste de Bleeding Through et de l’ancien groupe I Killed the Prom Queen. Le 2 novembre 2009, voit la sortie d’une version remixée de Suicide Season où tous les morceaux sont repris par des groupes ou artistes, dont The Secret Handshake, Robotsonics, K.C. Blitz, L’amour La Morgue, Tek One, Skrillex et Toxic Avenger.

### There Is a Hell...etThe Chill Out Sessions(2010–2011)

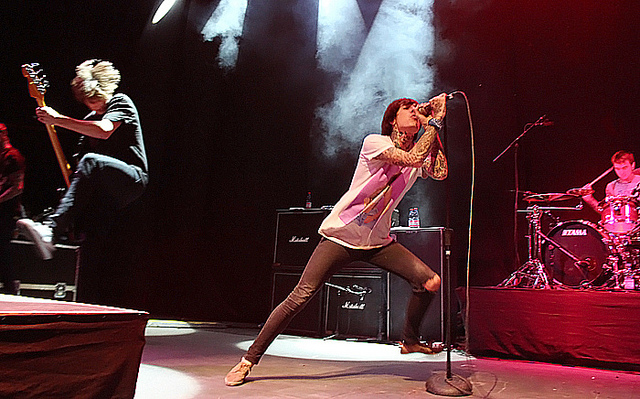
Bring Me the Horizon en 2011.

Le 4 octobre 2010, leur troisième album est publié. There Is a Hell, Believe Me I've Seen It. There Is a Heaven, Let's Keep It a Secret. voit une évolution de son du groupe vers le genre metalcore. La promotion de ce dernier les conduit à tourner de manière intensive en Europe et aux États-Unis. En 2011, le groupe participe au festival européen itinérant Sonisphere en Suisse le 24 juin, en Italie le 25 juin ainsi qu'en France au Snowhall Parc d'Amnéville le 8 juillet. En novembre 2011 le groupe accompagne en tant qu'invité, le groupe Machine Head sur leur tournée The Eighth Plague tour.
Finalement, l'EP de remixes du troisième album intitulé The Chill Out Sessions qui était prévu pour le jour du nouvel an 2012 est annulé en raison de difficultés notamment de management et de label,. Il sera finalement rendu disponible en téléchargement gratuit le 22 novembre 2012 via le site du groupe.

### Sempiternal(2012–2014)
Le 28 janvier 2012 le groupe annonce sur sa page Facebook son retour en studio. Le quatrième album pourrait s'orienter vers des sonorités et des influences Post-rock. La sortie de l'album, nommé Sempiternal, est annoncée pour 2013, il sera le premier publié par Epitaph, le label avec lequel le groupe vient de signer. Début 2013 un premier extrait de l'album, Shadow moses, est diffusé.
Le 14 janvier 2013, le groupe annonce la sortie de l'album pour le 29 avril 2013. Ils annoncent par la même occasion une tournée européenne et le départ de leur guitariste Jona Weinhofen, remplacé par Jordan Fish. Le 28 février 2013, le groupe annonce que leur nouvel album : Sempiternal, disponible en streaming pour une durée d'une semaine, sortira finalement le 1er avril 2013.

### That's the Spirit(2015–2017)
En 2015, le groupe annonce la sortie d'un nouvel album baptisé That's The Spirit. Leur premier single, intitulé Happy Song est mis en ligne le 12 juillet 2015.
L'album marque un grand changement de style pour le groupe, qui abandonne ses sonorités metalcore et hardcore, pour s'orienter vers un style plus proche du metal alternatif, du nu metal, du pop metal et de l'électro-rock[réf. nécessaire].
En 2016, le groupe donne un concert événement au Royal Albert Hall à Londres avec un orchestre symphonique et fait l'objet d'une parution DVD. En 2017, sort le long-métrage Compte tes blessures dont le personnage principal est un fan d'Oliver Sykes et porte comme lui le maillot noir à rayures rouges de Michael Jordan, son titre est un détournement de celui du premier album du groupe, Count Your Blessings,.

### amoetMusic to listen to...(2018–2020)
Le 21 août 2018, le groupe publie un nouveau single intitulé Mantra, diffusé en exclusivité mondiale sur la chaîne de radio britannique BBC Radio 1. Le lendemain, ils annoncent la sortie d'un nouvel album, Amo, prévu pour janvier 2019, ainsi qu'une tournée mondiale en fin d'année 2018. Le single Wonderful Life, en featuring avec Dani Filth, sort en octobre 2018. Début janvier 2019, le groupe dévoile le single Medicine, accompagné d'un clip vidéo. Il est suivi de Mother Tongue puis de Nihilist Blues, en featuring avec Grimes, paru la veille de la sortie de l'album. L'album est publié le 24 janvier 2019. Le 26 juillet 2019, les Anglais publient le single Sugar Honey Ice & Tea, accompagné d'un clip vidéo. Le 21 octobre, le groupe a sorti le septième single d'Amo, In the Dark, accompagné d'un clip vidéo avec Forest Whitaker
Le 6 novembre 2019, le groupe sort le single Ludens, extrait de la bande originale du jeu vidéo Death Stranding et premier single de leur prochain album. Ce morceau est un léger retour au metalcore, genre que Bring Me the Horizon a peu à peu délaissé sur ses derniers albums.
Le 27 décembre, le groupe sort un EP surprise, Music to Listen to~Dance to~Blaze to~Pray to~Feed to~Sleep to~Talk to~Grind to~Trip to~Breathe to~Help to~Hurt to~Scroll to~Roll to~Love to~Hate to~Learn Too~Plot to~Play to~Be to~Feel to~Breed to~Sweat to~Dream to~Hide to~Live to~Die to~Go To sans aucune annonce préalable. Il n'est disponible que sur Internet et se démarque par la quasi absence de guitare, délaissant les influences rock pour un son bien plus électronique et expérimental.

### Post Human: Survival Horror(2020–2022)
Le 20 mars 2020, le groupe annonce travailler sur un nouveau projet, qui serait composé d'une série de quatre albums plus courts que leurs précédents. Fin juin, le groupe sort le single Parasite Eve. Le 2 septembre, le groupe sort le single Obey en collaboration avec Yungblud, ce morceau retrouve beaucoup d'influences metalcore avec des screams présents.
Le 14 octobre 2020, le groupe annonce sur les réseaux sociaux la sortie de Post Human : Survival Horror, premier de leur prochaine série de 4 albums/ep nommés Post Human pour le 30 octobre 2020, avec la présence de nombreux featuring tel que One day the only butterflies left will be in your chest as you march towards your death avec Amy Lee ou encore Kingslayer avec Babymetal. Le 22 janvier 2021, ce premier EP sort en format physique, leur album se classe en tête des classements britanniques et écossais et atteint la troisième place en Australie,,.
Le groupe collabore avec Olivia O'Brien sur le morceau No More Friends de son EP Episodes: Season 1' EP, sorti le 11 juin 2021.
Le 16 septembre 2021, le groupe sort un nouveau single DiE4u. Le groupe collabore également avec Tom Morello sur le titre Let Get The Party Started, sorti le 22 septembre 2021.

### Post Human: Nex Gen, et départ de Jordan Fish (depuis 2022)
Le 8 février 2022, le groupe fait une collaboration surprise avec le chanteur britannique Ed Sheeran lors des Brits Awards 2022 en interprétant en live une version Rock/Metal du titre Bad Habits de Ed Sheeran. Cette réinterprétation fait rapidement le tour d'internet, à tel point que les fan des deux artistes réclament une version studio. La chanson sort officiellement sur les plateformes de Streaming le 17 février 2022.
Le 6 juillet le groupe sort sTraNgeRs, le second single du deuxième album/ep Post Human dans lequel on pourra retrouver le précédent single DiE4u. Ces deux premiers singles possèdent une sonorité pop punk, emo et screamo.
Le 4 mai 2023, le groupe publie un clip sur YouTube intitulé LosT, qui sera le troisième single de l'album. Ce nouveau single garde les mêmes sonorités que les précédents singles, en ajoutant un léger retour au metalcore par son breakdown assez lourd. La chanson est aussi dans la bande sonore du jeu video NHL 24.
Le 1er juin, le groupe sort un quatrième single : Amen! dans lequel apparaissent Daryl Palumbo du groupe Glassjaw et Lil Uzi Vert. Ce single se veut plus violent avec le retour des screams graves, rappelant les sonorités deathcore des débuts du groupe.
Le 10 juin 2023, le groupe confirme la future sortie du deuxième album de la série Post Human, qui aura pour titre : Nex Gen. Il est initialement prévu pour le 15 septembre 2023, mais, le 24 août, le chanteur du groupe Oliver Sykes annonce sur les réseaux sociaux qu'ils sont forcés de repousser la sortie de l'album. Certains contretemps ne permettent en effet pas au groupe de finaliser l'album comme ils le souhaiteraient. Il présente ses excuses aux fans et leur demande d'être encore un peu patients, aucune nouvelle date n'étant annoncée.
Le 13 octobre, le cinquième single Darkside sort sur Youtube. Ce morceau est beaucoup plus orienté screamo que les deux précédents.
Le 22 décembre 2023, BMTH annonce le départ du claviériste Jordan Fish. Dans un tweet X, le musicien dit vouloir commencer un nouveau chapitre dans sa carrière et remercie le groupe pour les 11 ans passés à leurs côtés. Les autres membres déclarent que leurs projets concernant leurs prochaines tournées et la sortie de Nex Gen demeurent inchangées.
Le 5 janvier 2024, sort le sixième single, Kool-Aid, qui reprend le côté énergique de LosT et Amen!.
Le 24 mai 2024, l'album Post Human: Nex Gen est publié. Il compte 16 titres, dont les 6 singles précédents et 3 OSTs d'intro.
Le 11 juillet 2025, le groupe publie l'album Lo-files, un album compilant 23 titres du groupe remixés dans l'ADN lo-fi et en collaboration avec des artistes influents de cette scène, tels que No Spirit ou encore Mondo Loops.

## Membres

### Membres actuels
- Matt Kean − guitare basse (depuis 2004)
- Matt Nicholls − batterie, percussions (depuis 2004)
- Lee Malia − guitare solo, chœurs (depuis 2004), guitare rythmique (depuis 2012)
- Oliver Sykes − chant, programmation, claviers (depuis 2004)

### Membre de tournée
- John Jones − guitare rythmique[54] (depuis 2014)

### Anciens membres
- Jordan Fish − claviers, chant, percussions (2012-2023)
- Curtis Ward − guitare rythmique (2004–2009)
- Jona Weinhofen − guitare rythmique, chant (2009–2013)

### Anciens membres de tournée
- Dean Rowbotham − guitare rythmique (2009)
- Robin Urbino – guitare rythmique (2013)
- Tim Hillier-Brook − guitare rythmique (2013)
- Brendan MacDonald − guitare rythmique, chœurs (2013–2014)[55]

## Discographie

### Albums studios
- 2006 : Count Your Blessings
- 2008 : Suicide Season
- 2010 : There Is a Hell, Believe Me I've Seen It. There Is a Heaven, Let's Keep It a Secret.
- 2013 : Sempiternal
- 2015 : That's the Spirit
- 2019 : Amo
- 2024 : Post Human: Nex Gen

### EP
- 2004 : This Is What the Edge of Your Seat Was Made For
- 2019 : Music to listen to~dance to~blaze to~pray to~feed to~sleep to~talk to~grind to~trip to~breath to~help to~hurt to~scroll to~roll to~love to~hate to~learn to~plot to~play to~be to~feel to~breed to~sweat to~dream to~hide to~live to~die to~GO TO[56]
- 2020 :  Post Human: Survival Horror

### Albums Live
- 2015 : Live at Wembley
- 2016 : Live at the Royal Albert Hall

### Collaborations

#### 2009
- Admiral's Arms ft. Oli Sykes, Dawn of the New Age, Stories Are Told, 2009

#### 2010
- Deez Nuts ft. Oli Sykes, If You Don't Know, Now You Know, This One's For You, 2010

#### 2011
- You Me at Six ft. Oli Sykes, Bite My Tongue, Sinner Never Sleep, 2011

#### 2012
- Architects ft. Oli Sykes, Even If You Win, You're Still A Rat, Daybreaker, 2012

#### 2014
- Bring Me The Horizon ft. Orifice Vulgatron of Foreign Beggars, Don't Look Down, 2014

#### 2017
- While She Sleeps ft. Oli Sykes, Silence Speaks, You Are We, 2017

#### 2020
- Halsey, Experiment On Me, Birds of Prey: The Album, 2020 (Composition et production : Oliver Sykes et Jordan Fish)
- Alissic, Like, 2020 (Composition et production : Oliver Sykes)
- Bring Me The Horizon ft. YUNGBLUD, Obey, 2020

#### 2021
- Bring Me The Horizon ft. Jeris Johnson, Can You Feel My Heart - Remix, 2021
- Olivia O'Brien ft. Oli Sykes, No More Friends, Episodes : Season 1, 2021
- daine ft. Oli Sykes, SALT, 2021
- Tom Morello ft. Bring Me The Horizon, Let's Get The Party Started, The Atlas Underground Fire, 2021
- POORSTACY ft. Oli Sykes, Knife Party, Party At The Cemetery, 2021
- Alissic, Piano, 13/10/2021 (Compositon et production : Oliver Sykes)
- Cheat Codes ft. Oli Sykes, Dummy, HELLRAISERS, Part 2, 2021
- IC3PEAK ft. Oli Sykes, VAMPIR, 2021
- Bring Me The Horizon, DiE4u (six impala "DiE6u" Remix), 2021

#### 2022
- Ed Sheeran ft. Bring Me The Horizon, Bad Habits, 2022
- Alissic, Superstitious, 11/03/2022 (Compositon et production : Oliver Sykes)
- Machine Gun Kelly ft. Bring Me The Horizon, maybe, mainstream sellout, 2022
- Masked Wolf ft. Bring Me The Horizon, Fallout, 2022
- Sigrid ft. Bring Me The Horizon, Bad Life, How to Let Go, 2022
- Alissic, Everybody's Dead Inside, 2022 (Composition : Oliver Sykes et Jordan Fish / Production : Oliver Sykes)
- Alice Longyu Gao ft. Oli Sykes, Believe the Hype, 2022
- Alissic, bugfood, 2022 (Composition : Oliver Sykes et Jordan Fish / Production : Oliver Sykes)

#### 2023
- SLANDER ft. blackbear & Olivier Sykes, Wish I Could Forget, 2023
- Lil Uzi Vert ft. Bring Me The Horizon, Werewolf, Pink Tape, 2023
- CORPSE ft. Bring Me The Horizon, Code Mistake, 2023
- YUNGBLUD ft. Oli Sykes, Happier, 2023

## Vidéographie
| Année | Titre de la Chanson                     | Album                                                                               |
| ----- | --------------------------------------- | ----------------------------------------------------------------------------------- |
| 2006  | Traitors Never Play Hangman             | This Is What The Edge Of Your Seat Was Made For                                     |
| 2007  | Pray for Plagues                        | Count Your Blessings                                                                |
| 2007  | (For Stevie Wonder's Eyes Only) Braille | Count Your Blessings                                                                |
| 2008  | The Comedown                            | Suicide Season                                                                      |
| 2008  | Diamonds Aren't Forever                 | Suicide Season                                                                      |
| 2009  | Chelsea Smile                           | Suicide Season                                                                      |
| 2009  | The Sadness Will Never End              | Suicide Season                                                                      |
| 2010  | It Never Ends                           | There Is a Hell, Believe Me I've Seen It. There Is a Heaven, Let's Keep It a Secret |
| 2010  | Anthem                                  | There Is a Hell, Believe Me I've Seen It. There Is a Heaven, Let's Keep It a Secret |
| 2011  | Blessed With A Curse                    | There Is a Hell, Believe Me I've Seen It. There Is a Heaven, Let's Keep It a Secret |
| 2011  | Visions                                 | There Is a Hell, Believe Me I've Seen It. There Is a Heaven, Let's Keep It a Secret |
| 2011  | Alligator Blood                         | There Is a Hell, Believe Me I've Seen It. There Is a Heaven, Let's Keep It a Secret |
| 2013  | Shadow Moses                            | Sempiternal                                                                         |
| 2013  | Sleepwalking                            | Sempiternal                                                                         |
| 2013  | Can You Feel My Heart                   | Sempiternal                                                                         |
| 2013  | Go To Hell, For Heaven's Sake           | Sempiternal                                                                         |
| 2014  | Drown                                   | That's The Spirit                                                                   |
| 2015  | Throne                                  | That's The Spirit                                                                   |
| 2015  | True Friends                            | That's The Spirit                                                                   |
| 2016  | Follow You                              | That's The Spirit                                                                   |
| 2016  | Avalanche                               | That's The Spirit                                                                   |
| 2016  | Oh No                                   | That's The Spirit                                                                   |
| 2018  | MANTRA                                  | amo                                                                                 |
| 2018  | wonderful life                          | amo                                                                                 |
| 2019  | medicine                                | amo                                                                                 |
| 2019  | mother tongue                           | amo                                                                                 |
| 2019  | sugar honey ice & tea                   | amo                                                                                 |
| 2019  | Ludens                                  | Post Human : Survival Horror                                                        |
| 2020  | Parasite Eve                            | Post Human : Survival Horror                                                        |
| 2020  | Obey                                    | Post Human : Survival Horror                                                        |
| 2020  | Teardrops                               | Post Human : Survival Horror                                                        |
| 2021  | DiE4U                                   | Post Human : Nex Gen                                                                |
| 2022  | sTraNgeRs                               | Post Human : Nex Gen                                                                |
| 2023  | LosT                                    | Post Human : Nex Gen                                                                |
| 2023  | AmEN!                                   | Post Human : Nex Gen                                                                |
| 2024  | Kool-Aid                                | Post Human : Nex Gen                                                                |
| 2024  | Top 10 staTues tHat CriEd bloOd         | Post Human : Nex Gen                                                                |

## Distinctions et récompenses
Heavy Music Awards : 
- Meilleur groupe britannique en 2019.
- Meilleur groupe britannique en 2020.

Kerrang! Awards : 
- Meilleure révélation britannique en 2006.

- Meilleur album pour "There Is a Hell Believe Me I've Seen It. There Is a Heaven Let's Keep It a Secret" en 2011.

- Meilleure vidéo pour le clip "Alligator Blood" en 2012.

- Meilleur groupe britannique en 2013.

- Meilleur groupe live en 2014.

- Meilleur groupe britannique en 2015.

- Meilleur groupe britannique en 2019.

NME Awards : 
- Prix John Peel pour l'innovation musicale en 2016.

Loudwire Music Awards : 
- Meilleur album metal pour "Sempiternal" en 2013.

Alternative Press Music Awards : 
- Meilleur album pour "Sempiternal" en 2014.

- Meilleur groupe international en 2014.

- Meilleure vidéo pour le clip "Drown" en 2015.

Metal Hammer Golden Gods Awards : 
- Meilleur groupe britannique en 2015.